# Bowlesia macrophysa
Bowlesia macrophysa är en flockblommig växtart som beskrevs av Zoellner. Bowlesia macrophysa ingår i släktet drusor, och familjen flockblommiga växter. Inga underarter finns listade i Catalogue of Life.